# パパは独身
『パパは独身』（パパはどくしん）は、1976年12月6日から1977年9月5日までTBS系列の『ブラザー劇場』で放送されたテレビドラマである。全40話。

## 概要
数年前に母を亡くし、父も交通事故で亡くなった甥を引き取った独身の建築家が、育児に明け暮れながら、仕事や恋に生きる物語。
かつて『ブラザー劇場』で放送された『刑事くん』の、第1部から第3部まで主演した桜木健一の、最後の『ブラザー劇場』主演作。桜木は子連れの役柄は初挑戦であり、放送前の新聞記事の中では、共演者となる甥役の西川和孝を鍛える裏側で父親の愛情を見せていきたいと述べている。
タイトルバックのイラストは、画家の谷内六郎が手掛けた。
当初は全26話の予定であったが、40話まで延長した。

## 出演者
- 北川雄三：桜木健一
下村設計事務所に勤める建築士。兄は正一の父親。
- 北川正一：西川和孝
両親を亡くした、雄三の甥。親戚内で育てる余裕がないため、雄三が引き取ることになる。
- 松田幸子：岡江久美子
牛乳販売店の娘で雄三の恋人。
- 山岡きく：小林千登勢
雄三の下宿先の大家。
- 山岡文治：太宰久雄
雄三の下宿先の大家できくの夫。
- 松田大作：名古屋章
幸子の父親。
- 松田たまえ：河内桃子
幸子の母親。
- 山岡和行：兼安博文
山岡夫婦の長男。
- 山岡はるみ：星野亜樹子
山岡夫婦の長女。
- 山田健：吉田友紀
正一のクラスメイト。
- 辰也：上野郁巳
正一のクラスメイト。
- 森山課長：前田昌明
雄三の上司。
- 花井先生：石毛恭子
正一の担任。

## スタッフ
- プロデューサー：神谷吉彦（国際放映）、橋本洋二（TBS）
- 脚本：布勢博一、阿井洋平、岡本克己
- 音楽：森田公一
- 監督：湯浅憲明、千野皓司 ほか
- 制作：国際放映、TBS

## 各話リスト
放送日程参照：『福島民報』1976年12月6日 - 1977年9月5日付朝刊および夕刊、テレビ欄。
| 話数   | 放送日         | サブタイトル             | ゲスト出演者（役名）                                                                                   |
| ------ | -------------- | ------------------------ | --- |
| 第1話  | 1976年 12月6日 | やっぱりパパだ           | |
| 第2話  | 12月13日       | パパはぼくの味方か?      | 三戸部スエ（先生）                                                                                     |
| 第3話  | 12月20日       | パパのためのクリスマス   | |
| 第4話  | 12月27日       | さよならパパ             | 上村香子（森山課長の妻・森山花江）                                                                     |
| 第5話  | 1977年 1月3日  | なんたってパパだ!        | 永野裕紀子（幸子の友人・弘子）                                                                         |
| 第6話  | 1月10日        | ふたりぼっちのパパとぼく | |
| 第7話  | 1月17日        | 大変だ!パパ              | |
| 第8話  | 1月24日        | 天使のようなママ         | |
| 第9話  | 1月31日        | バンザイ!新しいパパ      | 斉藤こず恵（かつての正一のガールフレンド・みゆき）、岩本多代（みゆきの母親）、津村隆（みゆきの養父）   |
| 第10話 | 2月7日         | かっこいいパパ           | 宮脇康之（洋平）                                                                                       |
| 第11話 | 2月14日        | パパ!ぼくの小犬だ!       | |
| 第12話 | 2月21日        | 死ぬなよ!パパ            | |
| 第13話 | 2月28日        | ぼくはマッチ売りの少年?  | |
| 第14話 | 3月7日         | 小犬よ負けるな!          | |
| 第15話 | 3月14日        | パパ大嫌い!              | 小林祐佳子（正一のクラスメート・雪子）                                                                 |
| 第16話 | 3月21日        | 親指姫と金太郎           | |
| 第17話 | 3月28日        | 勉強がすきになる薬       | |
| 第18話 | 4月4日         | ママはかぐや姫?          | 萩尾みどり                                                                                             |
| 第19話 | 4月11日        | ぼくはシンデレラボーイ   | |
| 第20話 | 4月18日        | こんにちは歌のお兄さん   | 田中星児（雄三の後輩社員・青田）                                                                       |
| 第21話 | 4月25日        | 友情は春風にのって       | 根上淳、坂上忍（正一のクラスの転校生・光夫）、小沢左生子（光夫の母親）                                 |
| 第22話 | 5月2日         | しあわせ見つけた         | |
| 第23話 | 5月9日         | 若いママっていいな       | 丹呉年克（正一のクラスメート・清）、新井春美（清の養母）                                               |
| 第24話 | 5月16日        | 困った!母の会            | 末次美沙緒（幸子の友人・花子）                                                                         |
| 第25話 | 5月23日        | 青い鳥見つけた           | 庄司永建（牧村専務）、田村千恵子（牧村専務の娘・マリ子）                                               |
| 第26話 | 5月30日        | みんな、ありがとう       | |
| 第27話 | 6月6日         | ガンコ父子               | |
| 第28話 | 6月13日        | ステキなお父さんとは?    | 前田浩一（正一のクラスの転校生・敏夫）、斎藤恵子（敏夫の母親）                                         |
| 第29話 | 6月20日        | 歌うナイチンゲール       | 岡田奈々（看護婦・かおる）                                                                             |
| 第30話 | 6月27日        | ほんとに好きなのダレ?    | |
| 第31話 | 7月4日         | 友だち祭り星祭り         | |
| 第32話 | 7月11日        | ステキなプレゼント!      | |
| 第33話 | 7月18日        | 男はみんな狼か?          | 五十嵐めぐみ（幸子の友人・めぐみ）、山崎純資（めぐみの見合い相手・圭介）、伊藤洋一（めぐみの弟・一朗） |
| 第34話 | 7月25日        | アメリカまで泳ぐぞ       | |
| 第35話 | 8月1日         | 山だキャンプだSOS        | |
| 第36話 | 8月8日         | われは海の子             | 坂本新兵（花井太郎、花井先生の父）                                                                     |
| 第37話 | 8月15日        | すいとんって何だ?        | |
| 第38話 | 8月22日        | スーパーカーに乗った!    | 佐野光洋（井上）、三谷昇（中野）                                                                       |
| 第39話 | 8月29日        | ああ!プロポーズ          | |
| 第40話 | 9月5日         | おめでとう!パパとママ    | |

## 放送局
特筆のないものは、月曜 19:30 - 20:00に放送。
- TBS（制作局）
- 北海道放送[4]
- 岩手放送[5]
- 山形放送：水曜 17:30 - 18:00[6]
- 東北放送[7]
- 福島テレビ[7]
- 新潟放送[8]
- 北日本放送：土曜 17:30 - 18:00[9]
- 信越放送[8]
- 山陽放送

## 映像ソフト
- 2020年9月30日、ベストフィールドの「昭和の名作ライブラリー」第81集として、コレクターズDVD・HDリマスター版が発売された[10]。